# Więzadło szerokie macicy

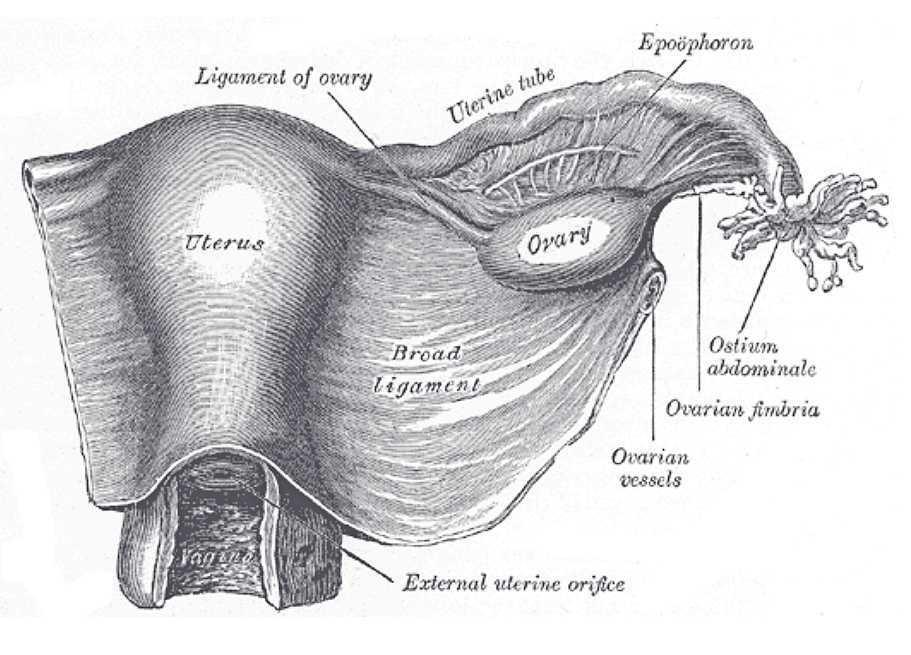
Więzadło szerokie macicy

Więzadło szerokie macicy (łac. ligamentum latum uteri) – w anatomii człowieka poprzeczny fałd tkanki łącznej, składający się z dwóch blaszek otrzewnej przechodzącej z boków macicy na ściany miednicy mniejszej. W więzadle szerokim macicy wyróżnić można po obu stronach cienką część górną – krezkę jajowodu (mesosalpinx) obejmującą jajowód, małą część tylną – krezkę jajnika (mesovarium) obejmującą jajnik, a także grubszą część dolno-przyśrodkową – krezkę macicy (mesometrium).
Między blaszką przednią i tylną więzadła szerokiego macicy znajdują się struktury określane łącznie jako przymacicze: tkanka łączna, tkanka tłuszczowa, nerwy, sploty żylne (maciczny i pochwowy), tętnica maciczna, naczynia chłonne, końcowy odcinek moczowodu i więzadło obłe macicy.